# کوپاربری
کوپاربری (به سوئدی: Kopparberg) یک منطقهٔ مسکونی در سوئد است که در Ljusnarsberg Municipality واقع شده‌است. کوپاربری ۶٫۷۳ کیلومتر مربع مساحت و ۴٬۲۰۰ نفر جمعیت دارد.